# Устама
Устама (рос. Устама) — присілок в Дальнеконстантиновському районі Нижньогородської області Російської Федерації.
Населення становить 17 осіб. Входить до складу муніципального утворення Бєлозеровська сільрада.

## Історія
Від 2009 року входить до складу муніципального утворення Бєлозеровська сільрада.

## Населення
| 2002 | 2010 |
| ---- | ---- |
| 36   | ↘17  |